# Faculté de philologie de l'université de Belgrade

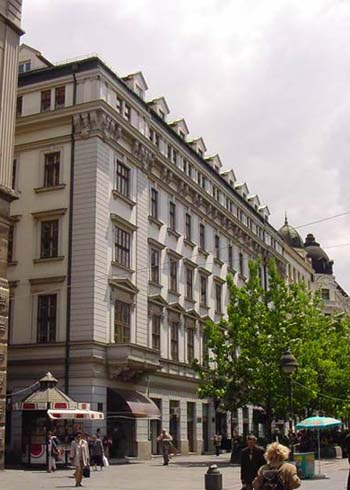
La faculté de philologie vue de la rue Knez Mihailova

La faculté de philologie de l'université de Belgrade (en serbe cyrillique : Филолошки факултет Универзитета у Београду ; en serbe latin : Filološki fakultet Univerziteta u Beogradu) est l'une des 31 facultés de l'université de Belgrade, la capitale de la Serbie ; sous sa forme actuelle, elle a été fondée en 1960. En 2024, sa doyenne est la professeure Iva Draškić Vićanović (sr).

## Organisation
La faculté est divisée en 15 départements :
- Serbe et langues slaves du sud
  - Langue et littérature serbes
  - Langue et littérature serbe, linguistique générale
  - Langue et littérature bulgares
- Littérature comparée et théorie de littérature
- Slavistique
  - Langue et littérature russes
  - Langue et littérature polonaises
  - Langue et littérature tchèques
  - Langue et littérature slovaques
  - Langue et littérature ukrainiennes
- Romanistique
  - Langue et littérature françaises
  - Langue et littérature roumaines
- Italianistique
  - Langue et littérature italiennes
- Ibéristique
  - Langue et littérature espagnoles
- Germanistique
  - Langue et littérature allemandes
  - Langues et littérature scandinaves
  - Langue et littérature néerlandaises
- Anglistique
  - Langues et littératures anglo-américaines
- Orientalistique
  - Langue et littérature arabes
  - Langue et littérature turques
  - Philologie orientale
  - Langue et littérature japonaises
  - Langue et littérature chinoises
  - Lectorat d'hébreu
  - Lectorat de coréen
  - Lectorat de persan
  - Lectorat de sanskrit
- Albanologie
  - Langue et littérature albanaises
- Linguistique générale
  - Langue et littérature grecques
- Hongarologie
  - Langue et littérature magyares

## Personnalités
- Jovan Cvijić
- Mihailo Petrović
- Milan Budimir
- Milka Canić
- Radoje Domanović
- Ljiljana Crepajac
- Veselin Čajkanović
- Borislav Jovanović
- Ivan Klajn
- Danilo Lučić (né en 1984), poète
- Dragan Lukić
- Milan Milišić
- Désirée Miloshevic
- Nikola Milošević
- Asim Peco
- Goran Petrović
- Aleksandar Prokopiev
- Slobodan Rakitić
- Snežana Samardžić-Marković
- Meša Selimović
- Milovan Vitezović
- Zoran Živković.